# خنقه سیدی ناجی
خنقه سیدی ناجی (به عربی: خنقة سیدی ناجی) یک شهرداری در الجزایر است که در استان بسکره واقع شده‌است. خنقه سیدی ناجی ۲٬۵۲۶ نفر جمعیت دارد.